# Championnat d'Allemagne de football 1925-1926
Navigation
Meisterschaft
(Verbandsligen)
1924-1925 Meisterschaft
(Verbandsligen)
1926-1927
La saison 1925-1926 du Championnat d'Allemagne de football était la 19e édition de la première division allemande.
Seize clubs participent à la compétition nationale, il s'agit des clubs de 7 régions d'Allemagne. Le championnat national est disputé sous forme de coupe à élimination directe. Pour la première fois de l'histoire du championnat, le tenant du titre ne défend pas son trophée, puisque le FC Nuremberg n'a pas réussi à se qualifier par le biais du championnat régional Sud et n'a pas été qualifié d'office par la fédération.
Le SpVgg Fürth remporte le titre en s'imposant en finale face au Hertha Berlin. Le SpVgg Fürth gagne le 2e titre de champion d'Allemagne de son histoire, après celui obtenu en 1914.

## Les 16 clubs participants
- Baltique : VfB Königsberg - SC Titania Stettin
- Brandebourg : Norden-Nordwest - Hertha Berlin
- Centre : Fortuna Leipzig - Dresdner SC
- Nord : Hambourg SV - Holstein Kiel
- Sud : Bayern Munich - SpVgg Fürth - FSV Francfort
- Sud-Est : Viktoria Forst - SC Breslau 1908
- Ouest : VfR Köln - Duisbourg SpV - BV Altenessen

## Compétition
La compétition a lieu sous forme de coupe, avec match simple.

### Tour préliminaire
Toutes les rencontres ont lieu le 16 mai 1926 (sauf la rencontre Koln-Norden/Nordwest qui s'est disputée le 17) sur le terrain du premier club nommé.
| Équipe 1        | Résultat | Équipe 2               |
| --------------- | -------- | ---------------------- |
| Fortuna Leipzig | 2 - 0    | Bayern Munich          |
| FSV Francfort   | 2 - 1    | BV Altenessen          |
| Duisbourg SpV   | 1 - 3    | Hambourg SV            |
| Hertha Berlin   | 4 - 0    | VfB Königsberg         |
| Holstein Kiel   | 8 - 2    | SC Titania Stettin     |
| VfR Köln        | 1 - 2    | Norden/Nordwest Berlin |
| SC Breslau 1908 | 1 - 0    | Dresdner SC            |
| SpVgg Fürth     | 5 - 0    | Viktoria Forst         |

### Tableau final
|  | Quarts de finale        | Quarts de finale       | Quarts de finale      | Quarts de finale      |               |               | Demi-finales             | Demi-finales             | Demi-finales             | Demi-finales             |  |  | Finale                   | Finale                   | Finale                   | Finale                   |
|  |                         |                        |                       |                       |               |               |                          |                          |                          |                          |  |  |                          |                          |                          |                          |
|  | 30 mai 1926 à Leipzig   | 30 mai 1926 à Leipzig  | 30 mai 1926 à Leipzig | 30 mai 1926 à Leipzig |               |               | 6 juin 1926 à Dusseldorf | 6 juin 1926 à Dusseldorf | 6 juin 1926 à Dusseldorf | 6 juin 1926 à Dusseldorf |  |  | 13 juin 1926 à Francfort | 13 juin 1926 à Francfort | 13 juin 1926 à Francfort | 13 juin 1926 à Francfort |
|  | 30 mai 1926 à Leipzig   | 30 mai 1926 à Leipzig  | 30 mai 1926 à Leipzig | 30 mai 1926 à Leipzig |               |               | 6 juin 1926 à Dusseldorf | 6 juin 1926 à Dusseldorf | 6 juin 1926 à Dusseldorf | 6 juin 1926 à Dusseldorf |  |  | 13 juin 1926 à Francfort | 13 juin 1926 à Francfort | 13 juin 1926 à Francfort | 13 juin 1926 à Francfort |
|  | SpVgg Fürth             | SpVgg Fürth            | 4                     | 4                     |               |               | 6 juin 1926 à Dusseldorf | 6 juin 1926 à Dusseldorf | 6 juin 1926 à Dusseldorf | 6 juin 1926 à Dusseldorf |  |  | 13 juin 1926 à Francfort | 13 juin 1926 à Francfort | 13 juin 1926 à Francfort | 13 juin 1926 à Francfort |
|  | SpVgg Fürth             | SpVgg Fürth            | 4                     | 4                     |               |               | 6 juin 1926 à Dusseldorf | 6 juin 1926 à Dusseldorf | 6 juin 1926 à Dusseldorf | 6 juin 1926 à Dusseldorf |  |  | 13 juin 1926 à Francfort | 13 juin 1926 à Francfort | 13 juin 1926 à Francfort | 13 juin 1926 à Francfort |
|  | SC Breslau 1908         | SC Breslau 1908        | 0                     | 0                     |               |               | 6 juin 1926 à Dusseldorf | 6 juin 1926 à Dusseldorf | 6 juin 1926 à Dusseldorf | 6 juin 1926 à Dusseldorf |  |  | 13 juin 1926 à Francfort | 13 juin 1926 à Francfort | 13 juin 1926 à Francfort | 13 juin 1926 à Francfort |
|  | SC Breslau 1908         | SC Breslau 1908        | 0                     | 0                     | SpVgg Fürth   | SpVgg Fürth   | 3                        | 3                        |                          |                          |  |  | 13 juin 1926 à Francfort | 13 juin 1926 à Francfort | 13 juin 1926 à Francfort | 13 juin 1926 à Francfort |
|  | 30 mai 1926 à Berlin    |                        |                       |                       | SpVgg Fürth   | SpVgg Fürth   | 3                        | 3                        |                          |                          |  |  | 13 juin 1926 à Francfort | 13 juin 1926 à Francfort | 13 juin 1926 à Francfort | 13 juin 1926 à Francfort |
|  |                         |                        | Holstein Kiel         | Holstein Kiel         | 1             | 1             |                          |                          |                          |                          |  |  | 13 juin 1926 à Francfort | 13 juin 1926 à Francfort | 13 juin 1926 à Francfort | 13 juin 1926 à Francfort |
|  | Norden/Nordwest Berlin  | Norden/Nordwest Berlin | Holstein Kiel         | Holstein Kiel         | 1             | 1             | 0                        | 0                        |                          |                          |  |  | 13 juin 1926 à Francfort | 13 juin 1926 à Francfort | 13 juin 1926 à Francfort | 13 juin 1926 à Francfort |
|  | Norden/Nordwest Berlin  | Norden/Nordwest Berlin | 6 juin 1926 à Berlin  |                       |               |               | 0                        | 0                        |                          |                          |  |  | 13 juin 1926 à Francfort | 13 juin 1926 à Francfort | 13 juin 1926 à Francfort | 13 juin 1926 à Francfort |
|  | Holstein Kiel           | Holstein Kiel          | 4                     | 4                     |               |               |                          |                          |                          |                          |  |  | 13 juin 1926 à Francfort | 13 juin 1926 à Francfort | 13 juin 1926 à Francfort | 13 juin 1926 à Francfort |
|  | Holstein Kiel           | Holstein Kiel          | 4                     | 4                     | SpVgg Fürth   | SpVgg Fürth   | 4                        | 4                        |                          |                          |  |  |                          |                          |                          |                          |
|  | 30 mai 1926 à Nuremberg |                        |                       |                       | SpVgg Fürth   | SpVgg Fürth   | 4                        | 4                        |                          |                          |  |  |                          |                          |                          |                          |
|  |                         |                        | Hertha Berlin         | Hertha Berlin         | 1             | 1             |                          |                          |                          |                          |  |  |                          |                          |                          |                          |
|  | Hertha Berlin           | Hertha Berlin          | Hertha Berlin         | Hertha Berlin         | 1             | 1             | 8                        | 8                        |                          |                          |  |  |                          |                          |                          |                          |
|  | Hertha Berlin           | Hertha Berlin          |                       |                       |               |               |                          |                          |                          |                          |  |  |                          |                          |                          |                          |
|  | FSV Francfort           | FSV Francfort          | 2                     | 2                     |               |               |                          |                          |                          |                          |  |  |                          |                          |                          |                          |
|  | FSV Francfort           | FSV Francfort          | 2                     | 2                     | Hertha Berlin | Hertha Berlin | 4                        | 4                        |                          |                          |  |  |                          |                          |                          |                          |
|  | 30 mai 1926 à Hambourg  |                        |                       |                       | Hertha Berlin | Hertha Berlin | 4                        | 4                        |                          |                          |  |  |                          |                          |                          |                          |
|  |                         |                        | Hambourg SV           | Hambourg SV           | 2             | 2             |                          |                          |                          |                          |  |  |                          |                          |                          |                          |
|  | Hambourg SV             | Hambourg SV            | Hambourg SV           | Hambourg SV           | 2             | 2             | 6                        | 6                        |                          |                          |  |  |                          |                          |                          |                          |
|  | Hambourg SV             | Hambourg SV            |                       |                       |               |               |                          | 6                        |                          |                          |  |  |                          |                          |                          |                          |
|  | Fortuna Leipzig         | Fortuna Leipzig        | 2                     | 2                     |               |               |                          |                          |                          |                          |  |  |                          |                          |                          |                          |
|  | Fortuna Leipzig         | Fortuna Leipzig        | 2                     | 2                     |               |               |                          |                          |                          |                          |  |  |                          |                          |                          |                          |
|  |                         |                        |                       |                       |               |               |                          |                          |                          |                          |  |  |                          |                          |                          |                          |

## Bilan de la saison
| Tableau d'Honneur                   |             |
| Compétition                         | Vainqueur   |
| Championnat d'Allemagne de football | SpVgg Fürth |